# 중단된 매장
《중단된 매장》(영어: The Premature Burial 혹은 영어: Premature Burial)은 미국에서 제작된 1962년 공포 영화이다. 로저 코먼이 연출과 제작을 맡았고, 레이 밀랜드 등이 출연하였다.

## 출연
- 레이 밀랜드
- 헤더 에인절
- 헤이즐 코트
- 리처드 네이
- 앨런 네이피어
- 리처드 네이
- 존 더키스
- 딕 밀러
- 클라이브 핼리데이
- 브렌던 딜런

## 기타 제작진
- 미술: 대니얼 핼러
- 의상: 마지 코소